# Xã Marindahl, Quận Yankton, Nam Dakota
Xã Marindahl (tiếng Anh: Marindahl Township) là một xã thuộc quận Yankton, tiểu bang Nam Dakota, Hoa Kỳ. Năm 2010, dân số của xã này là 182 người.